# Такэути, Сюнсукэ
Сюнсукэ Такэути (яп. 武内 駿輔 Такэути Сюнсукэ, род. 12 сентября 1997, Токио) — японский сэйю и певец. Работает в агентстве 81 Produce. На десятой церемонии Seiyu Awards 2016 года удостоился награды как лучший начинающий актёр.
Такеути под сценическим псевдонимом Джек Вествуд выступает в музыкальном дуэте Amadeus с рэпером Lotus Juice.

## Работы и роли

### Аниме-сериалы
2014 год
- PriPara — Асика (серия 26), Кога-сэмпай (серия 16), мужчина (серия 19)

2015 год
- Ace of Diamond ~Second Season~ — Юки Масаси
- Akagami no Shirayukihime — Лорд Лидо (серия 7)
- Arslan Senki — солдат (серии 2, 10, 17), Прадалата (серия 15)
- Bikini Warriors — Десгелд
- Chaos Dragon — мужчина (серия 1), мятежник (серия 2)
- Dimension W — сторож (серия 2)
- JoJo no Kimyou na Bouken: Stardust Crusaders Egypt-hen (серия 48)
- Mahou Shoujo Lyrical Nanoha ViVid — Эдгар
- Rokka no Yuusha — Лорен (серия 3)
- The Idolmaster — продюсер
- Young Black Jack — Хьюго

2016 год
- All Out!! — Кокуто Кирисима
- DAYS — Сидзука Ура
- Digimon Adventure tri. — Хакмон
- Gate: Jieitai Kanochi nite, Kaku Tatakaeri — Куро (серия 17)
- Hai to Gensou no Grimgar — Митики
- Haikyuu!! Second Season — Кётани Кэнтаро (серия 12)
- Hatsukoi Monster — Сюго Такахаси
- Kuromukuro — Хосе Карлос Такасука
- Nanbaka — Ямато Годай
- Nejimaki Seirei Senki: Tenkyou no Alderamin — Сушураф Ремеон (серии 3—4)
- Servamp — Гильденстерн
- «Моб Психо 100» — Хироси Кумагава
- «Проза бродячих псов» — Говард Филлипс Лавкрафт

2017
- Fate/Apocrypha — Арчер Черноты/Хирон
- Sengoku Night Blood — Камбэй Курода

2018
- Caligula — Сёго Сатакэ
- Sirius the Jaeger — Фаллон

2019
- Ace of Diamond Act II — Юки Масаси
- Astra Lost in Space — Зак Уолкер
- Bakugan: Battle Planet — Драгоноид
- King of Prism: Shiny Seven Stars — Александр Ямато

2020
- A3! Season Autumn & Winter — Дзюдза Хёдо
- «Акудама Драйв» ― Громила

2023
- «Истребитель демонов» — Уроги

### Анимационные фильмы
- Digimon Adventure tri. Kokuhaku (2016) — Хакмон
- KING OF PRISM by PrettyRhythm (2016) — Александер Ямато
- My Hero Academia: Heroes Rising (2019) — Химера

### OVA
- «Нелюдь» (2016) — Рёта
- The Idolmaster (2016) — продюсер

### Видеоигры
- The Idolmaster (2015) — продюсер
- The Idolmaster Starlight Stage (2015) — продюсер
- Granblue Fantasy (2015) — Браова
- Caligula (2016) — Сёго Сатакэ
- La Corda d’Oro (2016) — Такуми Сунага
- Bungo and Alchemist (2016) — Масудзи Ибусэ
- New Danganronpa V3: Minna no Koroshiai Shin Gakki (2017) — Гонта Гокухара
- Genshin Impact (2020) — Двалин
- Honkai: Star Rail (2023) — Доктор Рацио

## Награды и номинации
| Год  | Премия            | Категория               | Результат |
| ---- | ----------------- | ----------------------- | --------- |
| 2016 | 10th Seiyu Awards | Лучший начинающий актер | Победа    |